# Ley Zamudio
La Ley 20.609 «Ley antidiscriminación» o por su nombre informal «Ley Zamudio», es una ley chilena que tiene por objetivo fundamental instaurar un mecanismo judicial que permita restablecer eficazmente el imperio del derecho toda vez que se cometa un acto de discriminación arbitraria, estableciendo un procedimiento judicial y medidas sancionatorias en caso de comisión de un acto de ese tipo.
Fue promulgada por el presidente Sebastián Piñera el 12 de julio de 2012 y publicada en el Diario Oficial el 24 de julio del mismo año

## Historia
Los orígenes de la ley N°20.609, se remontan al mensaje presentado el 22 de marzo del 2005 por el expresidente Ricardo Lagos (boletín 3815) a la Cámara de Diputados. Esta iniciativa una vez que fue introducida en la Cámara de origen, fue analizada y estudiada por la Comisión de Derechos Humanos y de Constitución, siendo aprobada por la sala, por lo que se despachó a la Cámara Revisora. En el Senado, el proyecto fue derivado a la Comisión de Derechos Humanos, la cual presentó su informe con respecto a este el 19 de abril de 2006. El proyecto fue aprobado por la sala el 2 de mayo, la cual dio un plazo de un mes para presentar indicaciones, sin embargo la fecha fue postergada en dos ocasiones, por lo que la Comisión tuvo que presentar un segundo informe, este fue presentado el 3 de enero de 2007, pese a este hecho, el 9 de enero del 2007 los Comités acordaron retirar la iniciativa de tabla y se envió a Comisiones Unidas de Derechos Humanos y Constitución. Finalmente luego del informe presentado por esta última comisión, el Senado aprobó e introdujo nuevas modificaciones a las indicaciones propuestas por este informe por lo que el 10 de noviembre de 2011 el proyecto se despachó a un tercer trámite constitucional..
En un tercer trámite constitucional la Cámara de Diputados rechazó las modificaciones hechas por el Senado, por lo que el proyecto se remitió a una Comisión Mixta. Esta emitió su informe el día 7 de mayo de 2012, siendo aprobado por ambas cámaras el 10 de mayo de 2012. Luego de este hecho la cámara de diputados envió un oficio al tribunal constitucional con respecto al proyecto originalmente ingresado y las modificaciones que sufrió este. El tribunal Constitucional aprueba el proyecto con sus modificaciones respectivas el 10 de mayo de 2012. Por lo que el proyecto finaliza con el envío de un oficio por la cámara de diputados al ejecutivo, para que este finalmente promulgue y publique el proyecto como ley.
La nueva ley Nº20.609 fue promulgada el 12 de julio de 2012 y publicada el 24 de julio del mismo año.

### Asesinato de Daniel Zamudio
La Ley antidiscriminación solo fue considerada de suma urgencia luego de que individuos adherentes al Neonazismo, dieran muerte tras una golpiza al joven homosexual Daniel Zamudio, el 27 de marzo del año 2012. Este hecho reveló la falta de legislación que existía en Chile hasta ese momento en cuanto a tolerancia sexual, xenofobia y discriminación en general. Otros casos ocurridos durante el mismo año (2012), como por ejemplo el caso Atala llevado a la Corte Interamericana de Derechos Humanos, demanda que surge luego de que se quitó el cuidado personal de sus hijas a la jueza Karen Atala, atendiendo solamente a su orientación homosexual. Así, variados organismos como Movimiento de Integración y Liberación Homosexual o la Fundación Iguales han ayudado a acelerar este proceso de concientización y apertura que se ha gestado en Chile hace ya bastante tiempo, siendo el caso  Zamudio uno de los más emblemáticos del último tiempo, razón por la cual la ley antidiscriminación fue bautizada con su nombre.

## Objetivo de la ley
La ley antidiscriminación o ley Zamudio tiene por propósito, según se consagra en su artículo primero, “instaurar un mecanismo judicial que permita restablecer eficazmente el imperio del derecho toda vez que se cometa un acto de discriminación arbitraria”.
Esto se conecta directamente con el art. 19 n°2 de la Constitución Política de la República de Chile, el que consagra el principio y derecho fundamental de igualdad ante la ley, el que en su inciso segundo dispone que “ni la ley ni autoridad alguna podrán establecer diferencias arbitrarias”. Por ello, la ley antidiscriminación es constitucional, al castigar las discriminaciones arbitrarias y permitir las discriminaciones no arbitrarias y justificadas, y esta justificación debe ser sobre la base de otro derecho fundamental.

## Contenido
La llamada Ley Antidiscriminación, consta de 18 artículos, (insertos en tres títulos) en los que establece medidas contra las discriminaciones arbitrarias y un procedimiento judicial para restablecer el derecho cuando se cometa un acto de ese tipo. Además, manda a la implementación de políticas gubernamentales destinadas a garantizar a toda persona, el goce y ejercicio de sus derechos y libertades reconocidos por la Constitución Política de la República de Chile. Luego entrega una definición de discriminación, para posteriormente establecer los criterios específicos para calificar la arbitrariedad del acto discriminatorio. Finalmente se refiere al proceso y tramitación judicial pertinente frente a los actos discriminatorios.

### Definición de discriminación
Para su aplicación, la ley establece una definición de discriminación arbitraria, en el artículo 2: "Toda distinción, exclusión o restricción que carezca de justificación razonable, efectuada por agentes del Estado o particulares, y que cause privación, perturbación o amenaza en el ejercicio legítimo de los derechos fundamentales establecidos en la Constitución Política de la República o en los tratados internacionales sobre derechos humanos ratificados por Chile y que se encuentren vigentes".
En el mismo artículo, en su inciso tercero, se establecen excepciones a la categoría de discriminación arbitraria, considerando razonables distinciones, exclusiones o restricciones sobre la base de un derecho fundamental, haciendo especial hincapié en los numerales 4° (derecho a la intimidad), 6° (derecho a la libertad de culto, de conciencia y de manifestación de estas), 11° (libertad de enseñanza), 12° (derecho a la salud), 15° (derecho de asociarse sin permiso previo, en donde entran en juego los partidos políticos y el pluralismo político), 16° (derecho a la libertad de trabajo) y 21° (derecho a desarrollar cualquier actividad económica) del artículo 19 de la Constitución Política de la República chilena. De todos modos, se pueden invocar otros derechos fundamentales para justificar una discriminación, en virtud de que el artículo dice “se encuentren justificadas en el ejercicio legítimo de otro derecho fundamental”. Por ende, se puede distinguir, excluir o restringir, implicando una evidente discriminación sobre la base de los criterios mencionados en el inciso primero del artículo segundo, siempre que se base en el ejercicio legítimo de otro derecho fundamental.
En este caso, existe un mandato directo para el juez de ponderar derechos fundamentales, en donde debe ponderar la igualdad ante la ley, la cual prohíbe por regla general las discriminaciones, siempre que sean arbitrarias, y excepcionalmente las permite, siempre que no sean arbitrarias y estén justificadas por otro derecho fundamental. Esta ponderación debe hacerse respecto al peso o importancia que tengan ambos derechos, en relación con el caso concreto que se trate. Se les debe considerar a ambos como igualmente válidos, aunque no similarmente pertinentes para prevalecer en el caso que se trate, de manera que el resultado de la ponderación es la aplicación de uno solo de ellos, aunque sin que se declare la invalidez del otro.

### Mandato a los órganos de la Administración del Estado
Según el artículo primero de la ley, en su inciso segundo, dispone que “le corresponderá a cada uno de los órganos de la Administración del Estado, dentro de su ámbito de competencia, elaborar e implementar las políticas destinadas a garantizar a toda persona, sin discriminación arbitraria, el goce y ejercicio de sus derechos y libertades reconocidos por la Constitución Política de la República, las leyes y los tratados internacionales ratificados por Chile y que se encuentren vigentes”.
Es importante destacar de esta disposición que impone una obligación legal a todos los órganos de la Administración del Estado, sin excepción alguna, para que adecue su actuar y el ejercicio de sus funciones, dentro de su ámbito de competencia, para garantizar a toda persona el goce y ejercicio de sus derechos y libertades sin discriminación alguna. Los derechos y libertades que se refiere este artículo son los reconocidos en la Constitución, la ley y los Tratados Internacionales ratificados y vigentes, haciendo inmediata y directamente obligatoria la aplicación de estas Fuentes Formales del Derecho a los órganos de la Administración del Estado para evitar casos de discriminación arbitraria dentro de su ámbito de competencia.
Lo que en el fondo se señala es que el Estado no debe quedarse con un “no hacer”, con una obligación negativa; es decir, abstenerse de discriminar. Además de esto, debe hacer algo, pues tiene una obligación positiva. Esto implica, por ejemplo, generar instructivos internos, incorporar estas variables en la atención al público, capacitar a los jueces, a las empresas, a los sindicatos, e incluir algunas modificaciones a sus cuerpos armados disciplinados.

### Norma penal especial
Con esta ley se modifica el artículo 12 del Código Penal en lo que respecta a las circunstancias que agravan la responsabilidad criminal, con la finalidad de establecer una nueva agravante, esta es, la comisión del acto delictivo motivado por la discriminación. Esta nueva agravante se aplicaría en todo crimen, ya sea delito o simple falta. Con la exigencia de la concurrencia de algunos de los factores señalados como discriminación en la ley.

## Derecho comparado
Chile no ha sido el primer país en legislar sobre el tema, existiendo experiencia internacional en la lucha contra la discriminación, tales como:
- En Alemania, por ejemplo, la Ley General de Igualdad de Trato[12] persigue cualquier tipo de discriminación por raza, etnia, sexo, religión, discapacidad, edad o identidad sexual. Mientras que una segunda ley prohíbe la “incitación al odio hacia el pueblo” y penaliza el ataque personal por razones discriminatorias.
- En Sudáfrica la Constitución establece que ni el Estado ni los particulares pueden ejercer la discriminación arbitraria en forma directa o indirecta, entre otras razones, por raza, género, embarazo, estado civil, etnia u origen social, color, orientación sexual, edad, discapacidad, religión, conciencia o creencias.
- En México la Ley Federal para Prevenir y Eliminar la Discriminación, promulgada el 2003, define la discriminación como toda distinción, exclusión o restricción basada en origen étnico o nacional, sexo, edad, discapacidad, condición social o económica, condiciones de salud, embarazo, lengua, religión, opiniones, preferencias sexuales, estado civil u otros motivos.
- En el caso de Brasil, la Constitución, la legislación laboral y de protección a la infancia y la ancianidad, castigan con multas y penas de cárcel los actos discriminatorios o atentatorios contra la dignidad de las personas. Y la Secretaría de Derechos Humanos, dependiente de la Presidencia de la República, resguarda los derechos de lesbianas, gais, bisexuales, travestis y transexuales.
- En Estados Unidos la legislación es variada y muy específica, existiendo leyes contra “crímenes de odio”, una ley que permite el ingreso de homosexuales al ejército y leyes federales contra la discriminación por embarazo o discapacidad en los programas sociales.

Por contraparte, existen aún varios países que tienen dentro de sus ordenamientos legislación abiertamente discriminatoria por ejemplo Nigeria seguirá el camino de Uganda y aprobará una ley que castiga la homosexualidad. La homosexualidad es ilegal en 78 países. En Irán, Yemen y Arabia Saudita, en Asia; Mauritania y Sudán, por otra parte, penalizan la homosexualidad con la pena de muerte. También en oriente medio, es de conocimiento común que en los países árabes la existencia legislación odiosa hacia la mujer y los castigos desproporcionados a las mismas.

## Consecuencias
Los logros obtenidos por esta nueva ley son: en primer lugar, un desarrollo legal del derecho a la igualdad ante la ley y la prohibición de la discriminación arbitraria, algo ya consagrado en la Constitución Política de Chile, pero que era necesario darle un desarrollo legislativo detallado. Este desarrollo legislativo tendrá por fin definir qué se entiende por discriminación, incluir categorías sospechosas, establecer un mecanismo judicial para combatir actos u omisiones discriminatorias y una serie de medidas especiales, como la agravante en casos de delitos motivados por algunas de estas categorías.
Los logros obtenidos por esta nueva ley son: en primer lugar, un desarrollo legal del derecho a la igualdad ante la ley y la prohibición de la discriminación arbitraria, algo ya consagrado en nuestra Constitución Política, pero que era necesario darle un desarrollo legislativo detallado. Este desarrollo legislativo tendrá por fin definir qué se entiende por discriminación, incluir categorías sospechosas, establecer un mecanismo judicial para combatir actos u omisiones discriminatorias y una serie de medidas especiales, como la agravante en casos de delitos motivados por algunas de estas categorías.
Esto, siguiendo lo dicho por la Corte Interamericana de Derechos Humanos en el caso Atala: “Si bien es cierto que ciertas sociedades pueden ser intolerantes a condiciones como la raza, el sexo, la nacionalidad o la orientación sexual de una persona, los Estados no pueden utilizar esto como justificación para perpetuar tratos discriminatorios”.
El segundo logro, es la inclusión de una serie de categorías sospechosas, las cuales en principio, serán consideradas como discriminación arbitraria en caso de utilizar una de estas categorías para distinguir. Esto, salvo que se justifique muy bien (sobre la base de otro derecho fundamental) la utilización de esta causal.
El tercer gran logro, es la inclusión y el arduo trabajo de distintas minorías (con menos recursos y sin el apoyo de lobistas profesionales) para lograr la realización del proyecto, destacando el primer recibimiento formal en el Congreso en la historia de Organización de Transexuales por la Dignidad de la Diversidad.
El último gran logro fue la modificación de algunas de las cuestiones más polémicas, como el ejemplo odioso que vinculaba la homosexualidad o transexualidad con la pedofilia, o la exclusión de la categoría de identidad de género en la agravante penal.
Pero esta ley dejó algunos aspectos importantes de lado, como lo fue la falta de medidas afirmativas para corregir las actuales discriminaciones, esto es, otorgar tratamiento diferenciado para eliminar obstáculos fácticos en el ejercicio pleno de ciertos derechos, en este sentido, Óscar Rementería, vocero del Movilh, ha señalado que la ley “no especifica ni fechas, ni plazos, ni cómo debe ser llevado a cabo ese proceso. Es sólo una declaración de buena voluntad. No existe una responsabilidad delimitada”, por otro lado, Pablo Simonetti, presidente de la Fundación Iguales, afirma que "el foco debería estar en políticas de prevención y educación. “Se necesita una institución del Estado que tenga presupuesto y poder efectivo para intervenir en los trabajos sectoriales de cada ministerio" Tal como señaló el Tribunal Federal Supremo de Brasil, este tipo de medidas no son incompatibles con la obligación constitucional que pesa sobre todo Estado moderno de “hacer algo” por erradicar situaciones discriminatorias.

## Casos notables
La primera condena dictada por un tribunal chileno haciendo uso de esta ley fue en diciembre de 2012, luego de que una pareja de lesbianas presentara una acción judicial en contra de un motel que les negó el ingreso por su orientación sexual. La sentencia fue una multa de 50 UTM.